# Björklidtjärnen (Malå socken, Lappland)
Björklidtjärnen är en sjö i Malå kommun i Lappland och ingår i Skellefteälvens huvudavrinningsområde.